# Assedio di Torgau
L'assedio di Torgau si svolse tra l'8 ottobre 1813 e il 12 gennaio 1814 durante i più vasti eventi della guerra della sesta coalizione.
L'importante fortezza di Torgau, strategico punto di passaggio sul fiume Elba tenuto dalle forze del Primo impero francese del generale Louis Marie Narbonne Lara, fu posta sotto assedio dalle truppe prussiane del generale Bogislav von Tauentzien. Sottoposta a incessanti bombardamenti di artiglieria e pesantemente decimata da una violenta epidemia di tifo (che causò la morte dello stesso Narbonne Lara), la guarnigione francese dovette infine arrendersi e cedere la piazzaforte al nemico.

## Antefatti
Benché all'epoca abitata da non più di 5 000 abitanti, la città di Torgau rappresentava un'importante piazzaforte del Regno di Sassonia, membro di spicco della Confederazione del Reno assoggettata alla Francia napoleonica: il ponte sull'Elba di Torgau era strategico per il passaggio sul vasto fiume della Germania orientale, e pertanto la città era stata cinta di vaste fortificazioni.
Dopo la disastrosa campagna di Russia, all'inizio del 1813 i resti dell'esercito sassone scampati alla disfatta si erano concentrati a Torgau nel tentativo di riorganizzarsi, finendo ben presto bloccati dalle forze russe avanzate dalla Polonia all'inseguimento della Grande Armata napoleonica; con il suo regno in gran parte invaso e la sua capitale Dresda occupata, il re Federico Augusto I di Sassonia aveva avviato timide trattative per un'uscita dal conflitto, ordinando al comandante dell'esercito sassone generale Johann von Thielmann di non cedere la piazzaforte di Torgau a nessun esercito straniero.
Napoleone era tuttavia pronto per il contrattacco, e il 2 maggio sconfisse l'armata russo-prussiana nella battaglia di Lützen iniziando ben presto ad avanzare all'interno della Sassonia. Il 7 maggio le truppe francesi giunsero a Torgau, dove però von Thielmann, ligio alle istruzioni del suo sovrano e intimamente favorevole alla causa dei coalizzati, rifiutò loro di aprire le porte della fortezza. Adirato per l'incidente, Napoleone lanciò un minaccioso ultimatum a Federico Augusto, che fu costretto a piegarsi: la Sassonia riconfermò la sua alleanza con la Francia, l'esercito sassone fu incorporato nella Grande Armata e a von Thielmann fu ordinato di consegnare Torgau ai francesi; il generale obbedì, ma pochi giorni dopo disertò e si unì all'armata dei russo-prussiani.
Torgau fu dotata di una guarnigione francese, e più avanti funse da base per le operazioni dell'armata del maresciallo Michel Ney contro Berlino; il 14 settembre il generale Louis Marie Narbonne Lara assunse il comando della piazzaforte. Dopo la sconfitta di Ney nella battaglia di Dennewitz il 6 settembre, i francesi abbandonarono le loro posizioni sulla riva orientale dell'Elba, avendo cura però di conservare gli attraversamenti sul fiume collocati nelle città fortificate di Magdeburgo, Wittenberg e Torgau; alla fine di settembre forze prussiane arrivarono in vista di Torgau, ma si limitarono a bloccare la città dal lato destro dell'Elba. La situazione mutò dopo la decisiva sconfitta di Napoleone nella battaglia di Lipsia tra il 16 e il 19 ottobre: le truppe sassoni defezionarono a favore dei coalizzati durante la battaglia, e l'armata francese dovette battere in ritirata alla volta della stessa Francia. Ciò lasciò le guarnigioni francesi sull'Elba completamente isolate e tagliate fuori, e i coalizzati si affrettarono ad assediarle.

## L'assedio

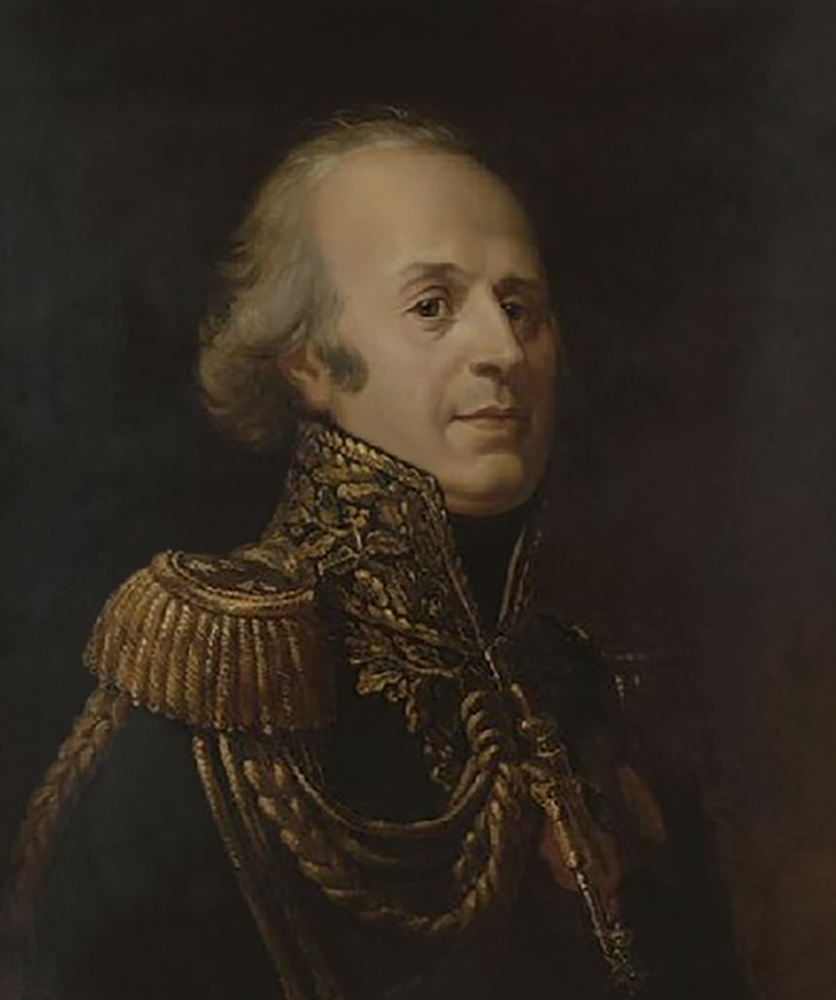
Louis Marie Narbonne Lara in un quadro del XIX secolo

Il 19 ottobre una divisione sassone al comando del generale Anton Friedrich Karl von Ryssel arrivò a Torgau per bloccare la città anche dal lato sinistro dell'Elba, completando l'assedio della piazzaforte; il 23 ottobre il generale Bogislav von Tauentzien arrivò con ulteriori truppe prussiane, assumendo il comando generale delle forze assedianti.
Inizialmente Narbonne Lara condusse una difesa attiva, inviando ogni giorno una o due colonne di truppe fuori dalle mura della fortezza per razziare le campagne circostanti a caccia di rifornimenti. Alla fine di ottobre una colonna francese sotto il generale Louis Brun attaccò a sorpresa le postazioni d'artiglieria nemiche allestite presso il villaggio di Kreschau, facendo molti prigionieri; il 1º novembre Brun si ritrovò coinvolto in un duro scontro durante una sortita di ricognizione, mentre il 4 novembre fu la colonna del generale Antoine Simon Durrieu ad affrontare le unità dei coalizzati. Dopo questi scontri Narbonne Lara decise di non tentare più altre sortite e i francesi si asserragliarono dietro le mura di Torgau.
A complicare la vita degli assediati si sviluppò anche una violenta epidemia di tifo, che il 17 novembre causò la morte dello stesso Narbonne Lara. Il comando della guarnigione passò quindi al generale Adrien du Bosc-Dutaillis. I lavori d'assedio iniziarono concretamente il 23 novembre e la prima trincea parallela fu scavata il 27 novembre davanti Fort Zinna, piazzaforte situata a nord-est di Torgau e uno dei punti chiave delle difese della città. Il 28 novembre i prussiani posizionarono due batterie di mortai a tiro della città, e da allora Torgau fu sottoposta a bombardamenti quotidiani.
Bosc-Dutaillis negoziò un armistizio il 28 novembre per trattare i termini di resa, ma Tauentzien rifiutò la richiesta del francese per un rientro in patria della guarnigione e le ostilità ripresero il 6 dicembre. Fort Zinna, ridotto in rovina dall'artiglieria dei coalizzati, cadde ben presto nelle mani degli assedianti, rendendo intenibile la posizione dei decimati francesi. Il 26 dicembre Bosc-Dutaillis dovette aprire nuove trattative di resa, accettando infine di consegnare ai prussiani la città con la sua guarnigione il 12 gennaio 1814; degli originari 25 000 uomini della guarnigione di Torgau, 13 500 erano morti nell'assedio (principalmente a causa dell'epidemia) e altri 2 400 si trovavano ammalati negli ospedali della città.